# Abstrakcja geometryczna
Abstrakcja geometryczna – kierunek w sztuce polegający na operowaniu różnymi formami geometrii. Stanowi przeciwieństwo abstrakcji organicznej.

## Historia
W obrębie abstrakcji wykształciły się dwa główne typy malarstwa: abstrakcja geometryczna, zwana zimną i abstrakcja organiczna, ekspresyjna, zwana gorącą. 
Abstrakcja geometryczna powstała w konsekwencji zapoczątkowanego pod koniec XIX w. kryzysu tradycyjnej sztuki mimetycznej, wywołanego z kolei przemianami społecznymi i wynalazkiem fotografii.  
Pomimo że za ramy czasowe abstrakcji uważa się lata 1945–1955, to już w 1915 Malewicz wydał swój manifest suprematyzmu – jak też nazywa swoje malarstwo. Również Piet Mondrian od 1911 zaczynał malować abstrakcyjnie, co w końcu pozwoliło mu dojść do kompozycji przedstawiających kwadraty i białe linie. 
W latach 1918–1939 dominowała abstrakcja geometryczna, oparta na intelektualnej dyscyplinie, m.in.klasyków międzywojennej awangardy, ugrupowań "Blok", "Praesens" i "a. r.". Na gruncie sztuki abstrakcyjnej powstały idee powiązania malarstwa z innymi sztukami plastycznymi, rozwijało się nowe pojęcie jedności stylowej, kwitła twórczość teoretyczna.

## Abstrakcja geometryczna w krajach europejskich

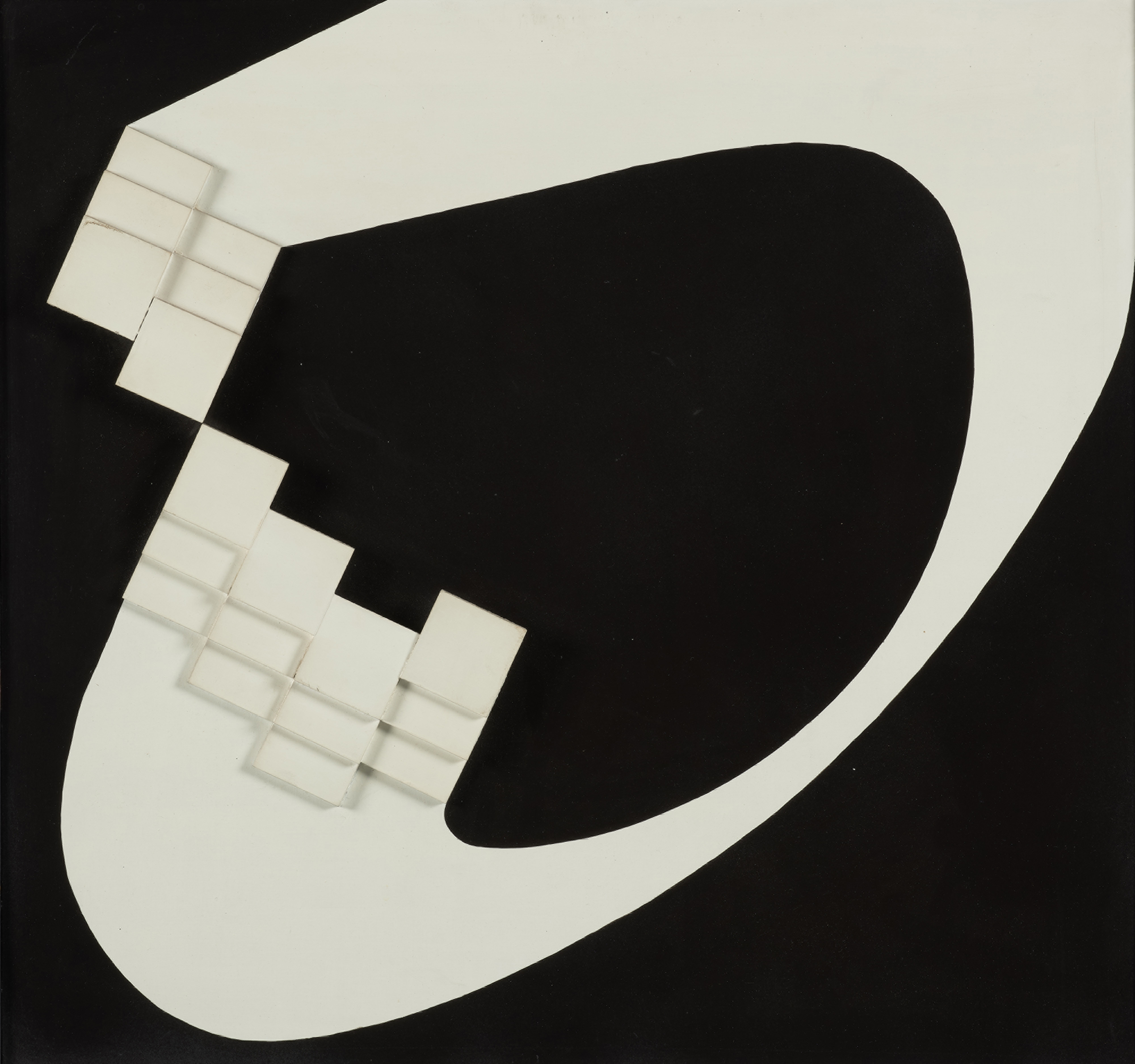
Praca 7/73 Janusza Orbitowskiego, przedstawiciela polskich abstrakcjonistów geometrycznych

- Holandia: De Stijl i teoria neoplastycyzmu
- Holandia, Francja, Anglia: Piet Mondrian
- Niemcy: założenia Bauhausu
- Polska: Wojciech Fangor[2], Wacław Szpakowski, Jerzy Lengiewicz[3]
- Rosja, Niemcy, Francja:   Kandinsky
- Rosja, ZSRR: Kazimierz Malewicz, Władimir Tatlin, Aleksandr Rodczenko, El Lissitzky